# Daut Jashanica
Daut Jashanica (1948 - 2020) was een Joegoslavisch politicus van de partij Liga van Communisten van Kosovo (Savez Komunista Kosovo (i Metohija) (SKK)), de toen enige politieke partij van Kosovo.
In 1989 was hij kortstondig Voorzitter van de Uitvoerende Raad, vergelijkbaar met premier, van de Socialistische Autonome Provincie Kosovo, de naam van Kosovo tussen 1974 en 1990, nadat het meer autonomie was toegekend. Zijn voorganger regeerde in deze roerig tijd eveneens slechts korte tijd in 1989 en was Nikolla Shkreli. Zijn opvolger Jusuf Zejnullahu werd in 1990 afgezet door de Servische regering en werd gevangengezet nadat hij tot Premier in Ballingschap werd benoemd.
Politieke partijen: Democratische Liga van Kosovo (LDK) · Democratische Liga van Dardania (LDD) · Democratische Partij van Kosovo (PDK) · Alliantie voor de Toekomst van Kosovo (AAK) · Hervormingspartij (ORA) · Alliantie voor een Nieuw Kosovo (AKR) · Zelfbeschikking (VV)

Overige artikelen: President van Kosovo · Premier van Kosovo